# Giorgi Demetradze
Georgi Demetradze (in georgiano გიორგი დემეტრაძე?; Tbilisi, 26 settembre 1976) è un ex calciatore georgiano, di ruolo attaccante.

## Carriera

### Nazionale
Con la nazionale georgiana conta 55 presenze e 12 gol.

## Palmarès

### Club
- Campionato georgiano: 3

Dinamo Tbilisi: 1994-1995, 1995-1996, 1996-1997
- Coppa di Georgia: 4

Dinamo Tbilisi: 1994, 1995, 1996, 1997
- Supercoppa di Georgia: 1

Dinamo Tbilisi: 1996
- Campionato ucraino: 2

Dinamo Kiev: 1999-2000, 2000-2001
- Coppa d'Ucraina: 1

Dinamo Kiev: 1998-1999
- Campionato azero: 1

FC Baku: 2008-2009

### Individuale
- Capocannoniere dell'Umaglesi Liga: 1

1996-1997 (26 gol, ex aequo con David Ujmajuridze)
- Capocannoniere della Prem'er-Liga: 1

1999 (21 gol)